# Patricia Schulte
Pour les articles homonymes, voir Schulte.
Patricia M. Schulte est une zoologiste canadienne qui est professeure de zoologie à l'Université de la Colombie-Britannique. Ses recherches portent sur la physiologie, la génomique et la génétique des populations. Schulte est membre de la Société royale du Canada et ancienne présidente de la Société canadienne des zoologistes.

## Formation
Schulte a terminé ses études de premier cycle à l'Université de la Colombie-Britannique. Elle a déménagé à l'Université Stanford pour ses recherches doctorales, où elle a étudié la régulation et la fonction de la lactate déshydrogénase b (en) transcriptionnelle chez Fundulus heteroclitus avec une thèse intitulée « The evolution of transcriptional regulation lactate dehydrogenase-b in fundulus heteroclitus » (1996).

## Recherche et carrière
Schulte est une physiologiste évolutionniste qui étudie l'impact des changements dans l'environnement sur les poissons. Schulte a étudié le killifish commun à la côte est du Canada. Ces poissons subissent des gradients côtiers extrêmes, beaucoup plus que leurs homologues nord-américains. Ces changements de température ont un impact marqué sur la physiologie et le comportement des killifish,.
Schulte a également étudié la truite arc-en-ciel et l'impact de l'activité humaine. Elle a étudié les variantes génétiques qui rendent certaines truites arc-en-ciel sensibles aux facteurs de stress liés au changement climatique. Ses recherches ont éclairé l'orientation sur la conservation de la truite arc-en-ciel et le fonctionnement des pêches. L'épinoche à trois épines existe dans les environnements d'eau douce et marins, et les deux formes entrent en contact dans les cours d'eau de la Colombie-Britannique. Schulte a étudié comment les épinoches s'adaptent à de nouveaux environnements, tels que les changements de salinité, de température ou les types de prédateurs.
Schulte est engagée dans la recherche pédagogique. Elle a reçu le Science Undergraduate Society Awards de  l'Université de la Colombie-Britannique pour l'excellence en enseignement. Elle est membre de l'équipe de direction de la Carl Wieman Science Education Initiative.

## Prix et distinctions
- 2007 Présidente de la Société canadienne des zoologistes [8]
- 2015 Chercheur Peter Wall du Peter Wall Institute for Advanced Studies (en)[3]
- 2016 Prix d'excellence de l'American Fisheries Society (en) [9]
- 2019 Membre élue de la Société royale du Canada[10],[11]
- 2019 Prix de recherche Killam de l'Université de la Colombie-Britannique[12]

## Publications (sélection)
- (en) N Basu, A E Todgham, P A Ackerman, M R Bibeau, K Nakano, P M Schulte et George K Iwama, « Heat shock protein genes and their functional significance in fish », Gene, Elsevier, vol. 295, no 2,‎ 1er août 2002, p. 173-183 (ISSN 0378-1119 et 1879-0038, PMID 12354651, DOI 10.1016/S0378-1119(02)00687-X).
- (en) Nann A Fangue, Myriam Hofmeister et Patricia Schulte, « Intraspecific variation in thermal tolerance and heat shock protein gene expression in common killifish, Fundulus heteroclitus », The Journal of Experimental Biology, The Company of Biologists (d), vol. 209, no Pt 15,‎ 1er août 2006, p. 2859-2872 (ISSN 0022-0949 et 1477-9145, OCLC 1754580, PMID 16857869, DOI 10.1242/JEB.02260).
- (en) Patricia M Schulte, Timothy M Healy et Nann A Fangue, « Thermal performance curves, phenotypic plasticity, and the time scales of temperature exposure », Integrative and Comparative Biology, OUP, vol. 51, no 5,‎ 13 août 2011, p. 691-702 (ISSN 1540-7063 et 1557-7023, PMID 21841184, DOI 10.1093/ICB/ICR097).
- Christopher D. Moyes et Patricia Schulte, Principles of animal physiology, San Francisco, Pearson Benjamin Cummings, 2006 (ISBN 0-8053-5351-8, OCLC 61497840, lire en ligne)